# Алтун
Алту́н (від осман. التون, тур. altin — золото) чи султа́ні (осман. سلطاني, тур. sultani — «султанська») — перша османська світська золота монета, вперше відкарбована в 1454 році султаном Мехмедом II після здобуття Константинополя.
Маса алтуна становила 3,43 г золота 995—800-ї проби. Зразком для його карбування слугували венеційські дукати — цехіни. Спочатку вартість алтуна становила 60 акче, однак згодом, у зв'язку із знеціненням розмінної монети, вона постійно зростала. Близько 1700 року алтун коштував уже 300—400 акче, а 1800 — 210 пара.
Султані швидко стала популярною монетою, особливо серед торговців Східного Середземномор'я. Наслідування султані у XVIII—XIX століттях карбували в Алжирі, Триполі (Лівія) та Тунісі.
Монета перебувала у широкому обігу у XVI—XVII століттях в українських землях, куди її привозили запорізькі козаки після набігів на Анатолію. Про що свідчать їх знахідки у монетних скарбах та згадки про них у писемних джерелах.